# Colubrina verrucosa
Colubrina verrucosa är en brakvedsväxtart som först beskrevs av Ignatz Urban, och fick sitt nu gällande namn av M. C.Johnston. Colubrina verrucosa ingår i släktet Colubrina och familjen brakvedsväxter. Inga underarter finns listade i Catalogue of Life.